# 清水楓
清水 楓（しみず かえで、1986年4月29日 - ）は、日本の女優、タレント、グラビアアイドル。埼玉県出身。フリー。

## 略歴
2003年、『月刊クリーム』4月号に初グラビアが掲載される。
2006年1月頃、当時の所属事務所・フォースエージェントエンターテイメントを退所。10月頃にクイーンズファクトリーの所属タレントとなるが、2007年1月を以て、クイーンズファクトリーを退所。
2007年10月16日、渋谷のライブハウス・Shibuya O-EASTで開催されたトリンプ・インターナショナル主催のヒップコンテスト「ショウ・ミー・ユア・スロギー」日本大会に出場(この大会のグランプリは渡辺万美)。
2009年10月15日、再びクイーンズファクトリーの所属タレントとなる。同年11月2日、同事務所所属の蜂須賀ゆきこ、竹中愛、七海舞と共に4人組アイドルユニット「dolce（ドルチェ）」を結成。
2010年1月17日、池袋リリィステージでdolce☆のデビューイベントを行う。
2013年5月、アーティストボックスの所属タレントとなる。
2014年4月、対戦格闘ゲームウルトラストリートファイターIVをみんなでいっしょに楽しむために結成された「ウルIV女子部」のメンバーとなる。
2016年1月1日のブログで、アーティストボックスを離れたことを報告。4月1日、YScompanyの所属タレントとなる。
2017年7月11日、ブログで初めて人工透析をしたことを報告。
2020年4月26日発売のDVD『ラストグラビア』を以て、グラビアDVDを卒業。8月、初主演映画「メビウスの悪女　赤い部屋」が公開。9月28日、ヘアヌード写真集『emerge as …』をリリース。

## 出演

### 映画
- メビウスの悪女 赤い部屋（2020年8月公開　監督：窪田将治） - 主演
- 裸の天使 赤い部屋（2021年4月公開　監督：窪田将治）
- 聖なる蝶 赤い部屋（2021年4月公開　監督：窪田将治）

### テレビ番組
- 王様のデザート（TBS）
- 『ぷっ』すま （2010年8月3日、テレビ朝日） - 同じ事務所の蜂須賀ゆきこらと出演、出演テロップ無[8]
- 給与明細2（2014年4月5日 - 9月13日、テレビ東京） - 不定期出演
- 男のザップ 生イキ! ジャンポケクルーズ（2016年5月26日 - 、BSスカパー!） - 準レギュラー出演
- 真夜中のおバカ騒ぎ!（2016年7月、千葉テレビ・TOKYO MX）

### ラジオ
- トンガリキッズ・ニポポの壊れかけレディオセンター（フラワーコミュニティ放送、2007年9月29日・11月24日・12月22日）

### インターネット配信
- Space Shower Digital Archives X Live!（スペースシャワーTV、2007年8月31日）
- GAZOO ドライブ情報 エコ女子どらい部 Vol.001〜004 富士山麓ドライブ　岡田茉奈と共演
- みんなで予想!うまぐりちゃん

### ゲーム
- おとなのギャル雀2〜恋して倍満!〜

### デザインフェスタ
- デザインフェスタ Vol.37（2013年5月18日 - 19日）
- デザインフェスタ Vol.42（2015年11月21日 - 22日）
- デザインフェスタ Vol.43（2016年5月14日 - 15日）

## 作品

### DVD
- Cuteblue zero（2003年9月5日、レイフル）
- Pure Smile（2004年6月18日、竹書房）
- maple leaf（2005年5月27日、アルゴノーツ）
- 催眠アイドル dolce☆（2010年5月1日、RMQプロジェクト）※アイドルユニットdolce☆
- 催眠病棟 禁断のナースコール（2010年5月1日、RMQプロジェクト）※アイドルユニットdolce☆
- 清水楓の抱懐A（2010年8月21日、自費出版）
- 聖純可憐 ミルフィーナ act.01（2010年11月26日、ZENピクチャーズ）
- 聖純可憐 ミルフィーナ act.02（2010年12月10日、ZENピクチャーズ）
- 派遣ファイル（2014年8月22日、イーネット・フロンティア）[9]
- 恋愛レッスン（2015年2月19日、ギルド）[10]
- 僕のレンタル彼女（2016年4月21日、ギルド）[11]
- たけくらべ（2017年5月26日、グラッソ）
- ラストグラビア（2020年4月25日、エアーコントロール）[12]
- 光芒（2024年6月20日、ラインコミュニケーションズ）[13]
- 阿吽の忖度（2024年11月22日、ブレイン）[14]
- 美人上司のヒミツ（2025年7月10日、ラインコミュニケーションズ）[15]

### CD
- dolce（2010年1月17日、クイーンズファクトリー）※アイドルユニットdolce☆1st single

### CD-R写真集
- くちゅした（2009年12月1日、自費出版）※mamiとのコラボ作品
- BABY,BABY,BABY!!!!（2009年12月1日、自費出版）※mamiとのコラボ作品
- GLOOMYちゃんと一緒（2009年12月1日、自費出版）※mamiとのコラボ作品
- 清水楓（2010年7月9日、デジタル出版）
- 清水楓2（2010年7月9日、デジタル出版）
- 清水楓の生態A（2010年8月21日、自費出版）
- 清水楓の生態B（2010年8月21日、自費出版）
- 清水楓の生態C（2010年12月31日、自費出版）

### プロデュース写真集
- 清水楓の自惚
- 白緑の清水楓
- 清水楓の92%VIRGIN
- 清水楓の波乱万丈
- 清水楓の啓示
- 清水楓の第三宇宙
- 円熟の清水楓
- ぼくの清水楓

### 書籍
- 全国企業アルバイト制服図鑑 PART1（2004年4月、竹書房）ISBN 978-4812415665
- 全国企業アルバイト制服図鑑 PART2（2004年4月、竹書房）ISBN 978-4812415672

### 写真集
- emerge as...（2020年10月2日、講談社、撮影：西田幸樹）ISBN 978-4065216194

### 漫画単行本
- 終焉からー（2010年12月31日、自費出版）※コミックマーケット79にて発売